# Алмалы (Башкортостан)
Алмалы (баш. Алмалы — Яблоневый) — деревня в Ишимбайском районе Башкортостана, входит в состав Петровского сельсовета.

## История
Основана в 1925 г. как выселок жителями дд. Арметрахимово, Армет и Кузяново Макаровского района. До революции 1917  г. на этом месте находилась дача с яблоневым садом стерлитамакского помещика Бореля, что отразилось в названии деревни.

## Население
| 2002 | 2009 | 2010 |
| ---- | ---- | ---- |
| 102  | ↘91  | ↘73  |

## Географическое положение
Расположена на реке Карасай (бассейн р. Зиган) (русское название Карасайка).
Расстояние до:
- районного центра (Ишимбай): 45 км,
- центра сельсовета (Васильевка): 3 км,
- ближайшей ж/д станции (Стерлитамак): 43 км.

## Улицы
В деревне одна улица: Центральная.

## Экономика
- Сельхозартель «Победа».